# Zodarion vicinum
Zodarion vicinum là một loài nhện trong họ Zodariidae.
Loài này thuộc chi Zodarion. Zodarion vicinum được J. Denis miêu tả năm 1935.